# Thera abolla
Thera abolla är en fjärilsart som beskrevs av Inoue 1943. Thera abolla ingår i släktet Thera och familjen mätare. Inga underarter finns listade i Catalogue of Life.